# 君の誕生日 (映画)
『君の誕生日』（きみのたんじょうび、原題：생일）は、2019年制作の韓国のドラマ映画。
2014年に起きたセウォル号沈没事故を初めて正面から題材に取り上げ、事故で息子を失った夫婦の喪失感と再生への道のりを描いたヒューマン・ドラマ。
監督のイ・ジョンオンは、2015年に大勢の生徒が事故の犠牲となった高校で亡くなった子どもたちの「誕生日会」を開くボランティアに参加し、そこで遺族や犠牲者の友人たちの話を聞き、今作を企画したという。母親役を演じたチョン・ドヨンが第56回百想芸術大賞女性最優秀演技賞（映画部門）を受賞した。

## あらすじ
ジョンイルとスンナムの夫婦は最愛の息子スホをセウォル号沈没事故で失ってから、大きな悲しみに打ちひしがれ、娘のイェソルと共にスホへの思いを抱きながら生きていた。
そして、事故後に初めて迎えるスホの誕生日が近づいてきた。支援者から2人にスホの誕生会開催の申し出がくるが、スンナムは息子がいない現実を認めるのを恐れてそれを拒絶する。
そんな中、ついに迎えたスホの誕生日。スホの同級生たちの協力もあって、誕生会開催を渋っていた2人は誕生会に参加する。そこでは友人たちがスホの思い出を語り、さらに彼があの時行ったある英雄的行為も明かされる。息子を想う人々の思いがけない言葉の数々に、ジョンイルとスンナムの心は少しずつ癒されていく。

## キャスト
- ジョンイル：ソル・ギョング
- スンナム：チョン・ドヨン
- イェソル：キム・ボミン
- スホ：ユン・チャンヨン
- キム・スジン
- ソン・ユビン
- タン・ジュンサン
- チェ・ヒョンジン
- イ・ボンリョン